# بيرتا بوغا مارتينيز
يستخدم هذا الاسم تقاليد التسمية في إسبانيا: الاسم الأول أو اسم العائلة هو بوغا، أما اسم العائلة الثاني هو مارتينيز.
بيرتا بوغا مارتينيز (بالإسبانية: Bertha Puga)‏ (من مواليد 13 مارس عام 1909 - والمُتوفاة في 9 أغسطس عام 2007) هي زوجة رئيس كولومبيا العشرين ألبرتو ليراس كامارغو وشغلت منصب السيدة الأولى لكولومبيا من عام 1958 إلى عام 1962. كانت ابنة أرتورو بوغا أوسوريو، رئيس المجلس العسكري في تشيلي عام 1932.

## حياتها الشخصية
وُلدت بيرثا في 13 مارس 1909 في تيموكو بتشيلي لأرتورو بوغا أوسوريو وبيرتا مارتينيز. انتقلت بيرتا إلى كولومبيا مع عائلتها عندما عُين والدها سفيرًا لدولة تشيلي في كولومبيا ومن ثَم التقت بزوجها المستقبلي ألبرتو ليراس كامارغو، الذي تزوجته في 10 أغسطس 1931. أنجب الزوجان ألبرتو وبيرتا أربعة أطفال: كونسويلو وألبرتو وشيمينا ومارسيلا.
تم تعيين ألبرتو ليراس كامارجو رئيسًا للجمهورية من أغسطس 1945 عندما استقال ألفونسو لوبيز بوماريجو، ثم انتُخب في وقت لاحق كرئيس للدولة للفترة 1958 - 1962.
كما قال كارلوس ليراس دي لا فوينتي إن السيدة بيرتا بوغا، بصفتها السيدة الأولى، كان لها تأثير كبير على زوجها ولكنها كانت سرية للغاية. و«لم يكن يعجبها التحدث أو الظهور في العلن.»